# Романова Балка
Романова Балка (укр. Романова Балка) — село в Первомайском районе Николаевской области Украины.

## История
Основано в 1805 году.
В ходе Великой Отечественной войны в 1941 - 1943 гг. селение было оккупировано немецкими войсками.
В 1970 году численность населения составляла 905 человек, здесь находилась центральная усадьба колхоза им. XX съезда КПСС (площадь пахотных земель которого составляла 6599 га), действовали восьмилетняя школа, 5 детских ясель, библиотека, Дом культуры, три магазина и столовая.
В 1980е годы в селе Романова Балка началось строительство пионерского лагеря первомайского завода "Фрегат", но после провозглашения независимости Украины строительство было остановлено, а в сентябре 1993 года Кабинет министров Украины принял решение о продаже объекта.
По переписи 2001 года население составляло 753 человек.

## Местный совет
55270, Николаевская обл., Первомайский р-н, с. Романова Балка

## Известные жители
- И. И. Чаусенко - Герой Социалистического Труда[1]